# A Fudzsi kitörése a Hóei-korszakban

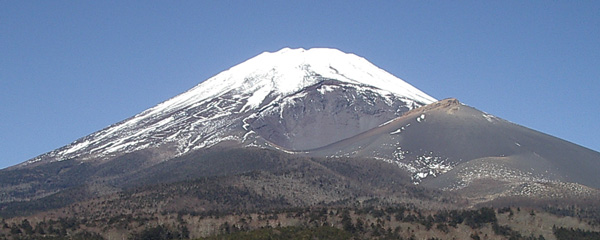
A Fudzsi – az előtérben a Hóei-kürtők látszanak

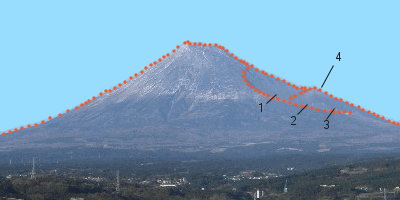
A Fudzsi déli oldalán tisztán látszanak a Hóei-kráterek: 1 (első kürtő), 2 (második kürtő), 3 (harmadik kürtő), 4 (Nagajama-csúcs)

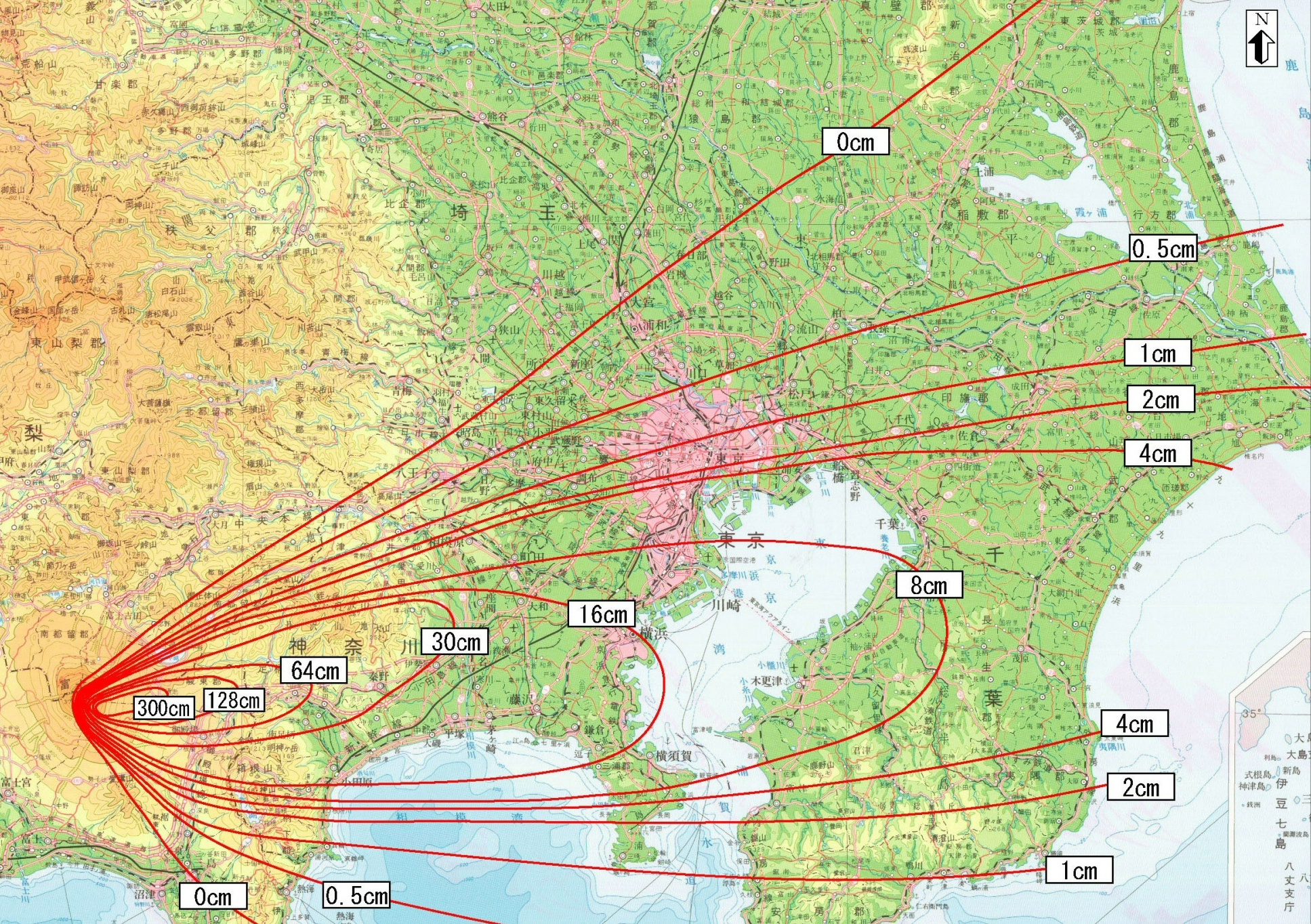
A Hóei-kitörés hamuszóródási térképe

A Fudzsi legutoljára a Hóei-korszak negyedik évében, 1707-ben tört ki (宝永大噴火, Hóei dai funka).
A Fudzsi három óriási kitörést szenvedett a történelem során: kétszer a Heian-korban (ezek az Enrjaku- és a Dzsógan-kitörések), és egyszer az Edo-korban. Az Edo-kor vagy Tokugava-kor (1603–1868) foglalja magában a Hóeit (1704–1711).
Bár nem eredményezett lávafolyást, a Hóei-kitörés rengeteg hamuval szórta be a vulkán környékét, elérve a Fudzsitól 100 kilométerre fekvő Edo városát is. A hamu térfogatát 800 000 000 m³-re becsülik.
A kitörés a Fudzsi délnyugati oldalán történt, és három vulkáni kürtőt hozott létre, név szerint az első, második és a harmadik Hóei-kürtőt. A Fudzsi azóta nem tört ki.

## Másodlagos katasztrófák
A Hóei-kitörést követően, 1708 augusztusában egy tájfun hatására kiöntött a Szakava folyó.
A parasztok a művelhető földekről kupacokba hordták a hamut, és ezeket az eső lassan belemosta a Szakava-folyóba. Emiatt annak csökkent a mélysége, és helyenként természetes gátak alakultak ki.
Az augusztus 7–8-i erős esőzések hatására megindult a hegy oldalán lerakódott hamu. A keletkező sárlavina elmosta a Szakava gátjait, és elöntötte az Asigara alföldet.